# Principe van Dirichlet
In de potentiaaltheorie, een deelgebied van de wiskunde, zegt het principe van Dirichlet, dat de functies {\displaystyle u,} gedefinieerd op een domein {\displaystyle D\subset \mathbb {R} ^{n}}, met randvoorwaarde {\displaystyle u=g} op de rand {\displaystyle \partial D} en tweemaal continu differentieerbaar, waarvoor de Dirichlet-energie
{\displaystyle E[v]={\frac {1}{2}}\int _{\Omega }|\nabla v|^{2}\,\mathrm {d} V}
minimaal is, in {\displaystyle D} voldoen aan de Laplace-vergelijking
{\displaystyle \Delta u=0},
dus harmonische functies zijn.
Het principe is genoemd naar de Duitse wiskundige Johann Lejeune Dirichlet, 
Aangezien de Dirichlet-integraal van onderen wordt begrensd, is het bestaan van een infimum gegarandeerd. Dat dit infimum wordt bereikt was voor Bernhard Riemann (die de term principe van Dirichlet bedacht) en anderen vanzelfsprekend totdat Karl Weierstrass een voorbeeld gaf van een functionaal die dat minimum niet bereikt. Hilbert rechtvaardigde later Riemanns gebruik van het principe van Dirichlet. 

## Referentie
- (en)  Principe van Dirichlet op MathWorld